# Hermann von Verden
Hermann von Verden (* um 1110; † 11. August 1167 bei Rom) war Bischof von Verden.
Sein Ursprung aus der welfischen Ministerialenfamilie Behr wird von der neueren Forschung abgelehnt. Seit spätestens 1138 war er Kustos in Halberstädter Domkapitel, später war er dort auch Archidiakon.
Nach Antritt seines Bischofsamtes 1148 sah er sich in Streitigkeiten mit dem Corveyer Abt Wibald von Stablo um entfremdete Güter sowie mit dem Erzbischof von Bremen Hartwig I. von Stade um die Grenzziehung zwischen beiden Diözesen verwickelt. Letztere sind in Verbindung mit Hermanns Ambitionen, die Slawenmission an sich zu reißen, zu sehen. Er fälschte dafür sogar eine angeblich auf Karl den Großen zurückgehende Gründungsurkunde für das Bistum Verden, die diesem weite ostelbische Gebiete zusprachen. Nach der Gründung des Bistums Ratzeburg verzichtete Hermann aber auf diese Gebiete.
Während seiner Amtszeit herrschte noch Einvernehmen zwischen Friedrich I. Barbarossa und Heinrich dem Löwen. Bischof Herrmann war dadurch, wie alle Verdener Bischöfe unter Heinrich dem Löwen, eng an den staufischen Hof gebunden. Er sah daher im Reichsdienst seine wichtigste Aufgabe. Hermann gehörte zu den engsten Ratgebern des Kaisers. Er nahm an mehreren Italienzügen Barbarossas teil und war als kaiserlicher Legat in Spanien und Italien tätig. Kein Verdener Bischof hatte je wieder solche politische Bedeutung wie er.
Zehn Tage nach der Kaiserkrönung Barbarossas starb Hermann am 11. August 1167 in der Nähe Roms an einer Seuche, vermutlich an Malaria.